# Болярци (Пловдивская область)
Болярци (болг. Болярци) — село в Болгарии. Находится в Пловдивской области, входит в общину Садово. Население составляет 2675 человек.

## История
Прежнее название села — Караоризово, здесь была раньше ханака.

## Политическая ситуация
В местном кметстве Болярци, в состав которого входит Болярци, должность кмета (старосты) исполняет Костадин Милушев Алексов (независимый) по результатам выборов.
Кмет (мэр) общины Садово — Марин Драганов Йосифов (инициативный комитет) по результатам выборов.